# Sărpovo, Silistra
Sărpovo (în bulgară Сърпово, în română Suneci) este un sat în comuna Silistra, regiunea Silistra, Dobrogea de Sud, Bulgaria. 
Între anii 1913-1940 a făcut parte din plasa Accadânlar a județului Durostor, România.

## Demografie
Componența etnică a satului Sărpovo
     Turci (34,48%)
     Bulgari (65,51%)
     Nicio identificare (0%)
     Altele (0%)
La recensământul din 2011, populația satului Sărpovo era de 29 locuitori. Din punct de vedere etnic, majoritatea locuitorilor (65,51%) erau bulgari, cu o minoritate de turci (34,48%). Pentru 0% din locuitori nu este cunoscută apartenența etnică.